# Richard LaGravenese
Richard LaGravenese nascut el 30 d'octubre de 1959) és un guionista i director de cinema nord-americà, conegut per El rei pescador, Els ponts de Madison, i Behind the Candelabra.

## Vida personal
LaGravenese va néixer a Brooklyn, Nova York, fill d'un taxista. És d'origen italià. Es va graduar a la Tisch School of the Arts de la Universitat de Nova York el 1980 amb una llicenciatura en belles arts en interpretació.

## Carrera
LaGravenese va escriure El rei pescador en guió especulatiu a finals de la dècada de 1980. Va ser adquirit per Stacey Sher, Lynda Obst, la productora de Debra Hill i posteriorment dirigit per Terry Gilliam. Per escriure la pel·lícula, LaGravenese va rebre una nominació a l'Oscar al millor guió original.
A la ciutat de Nova York durant la dècada de 1980, va formar part del duo de comèdia "The Double R", en col·laboració amb el dramaturg Richard O'Donnell, LaGravenese va co-escriure i consecutivament. va actuar en diverses produccions de Off-Off-Broadway, com ara Spare Parts, Blood-Brothers al The 78th Street Theatre Lab, The Lion Theatre i West Bank Cafe.
LaGravenese va escriure una adaptació per a la famosa versió on-and-off del musical Gypsy per a Barbra Streisand. El 2015, va revelar que havia passat diversos mesos treballant en el guió amb Streisand. "M'ho vaig passar d'allò més bé amb ella. Ni tan sols t'ho puc dir. Va ser com una fantasia feta realitat. Vaig fer el meu primer esborrany i vaig anar a casa seva a fer reescriptures. És tan meticulosa de la millor manera possible. Vam anar-hi a través d'ell pàgina per pàgina".

## Filmografia

### Pel·lícula
| Any  | Títol                              | Director | Escriptor    | Productor | Notes              |
| ---- | ---------------------------------- | -------- | ------------ | --------- | ------------------ |
| 1989 | Brusc despertar                    | No       | Sí           | No        |                    |
| 1991 | El rei pescador                    | No       | Sí           | No        |                    |
| 1994 | The Ref                            | No       | Sí           | Sí        |                    |
| 1995 | La princeseta                      | No       | Sí           | No        |                    |
| 1995 | Els ponts de Madison               | No       | Sí           | No        |                    |
| 1995 | Unstrung Heroes                    | No       | Sí           | No        |                    |
| 1996 | L'amor té dues cares               | No       | Sí           | No        |                    |
| 1998 | L'home que xiuxiuejava als cavalls | No       | Sí           | No        |                    |
| 1998 | Living Out Loud                    | Sí       | Sí           | No        |                    |
| 1998 | Beloved                            | No       | Sí           | No        |                    |
| 2006 | Paris, je t'aime                   | No       | Sí           | No        | Segment: "Pigalle" |
| 2007 | Freedom Writers                    | Sí       | Sí           | No        |                    |
| 2007 | P.D. T'estimo                      | Sí       | Sí           | No        |                    |
| 2010 | Betty Anne Waters                  | No       | No acreditat | No        |                    |
| 2011 | Aigua per a elefants               | No       | Sí           | No        |                    |
| 2013 | Beautiful Creatures                | Sí       | Sí           | No        |                    |
| 2014 | The Last Five Years                | Sí       | Sí           | Sí        |                    |
| 2014 | Unbroken                           | No       | Sí           | No        |                    |
| 2016 | The Comedian                       | No       | Sí           | No        |                    |
| 2022 | Disenchanted                       | No       | Story        | No        |                    |
| 2024 | A Family Affair                    | Sí       | No           | No        |                    |

### Televisió
| Any  | Títol                 | Guionista | Productor executiu | Creador | Notes    |
| ---- | --------------------- | --------- | ------------------ | ------- | -------- |
| 2013 | Behind the Candelabra | Sí        | No                 | No      | Telefilm |
| 2014 | The Divide            | Sí        | Sí                 | Sí      |          |